# Novokubanka, Odesa
Novokubanka (în ucraineană Новокубанка) este un sat în comuna Krasnosilka din raionul Odesa, regiunea Odesa, Ucraina.

## Demografie
Componența lingvistică a localității Novokubanka
     Rusă (55,05%)
     Ucraineană (33,03%)
     Română (6,42%)
     Bulgară (4,59%)
Conform recensământului din 2001, majoritatea populației localității Novokubanka era vorbitoare de rusă (55,05%), existând în minoritate și vorbitori de ucraineană (33,03%), română (6,42%) și bulgară (4,59%).